# Mickey Curry
Michael Timothy Curry (New Haven, 10 giugno 1956) è un batterista statunitense, noto per la sua lunga collaborazione con il cantautore Bryan Adams.

## Gli inizi della carriera
Mickey Curry è nato a New Haven, nel Connecticut, Stati Uniti. Ha iniziato a suonare la batteria a 11 anni quando ha avuto lezioni a scuola, ispirato soprattutto nei suoi batteristi preferiti, Ringo Starr, John Bonham, Jeff Porcaro, Steve Gadd, Marvin Gaye e Jim Gordon. Quando aveva 13 anni, lui e due dei suoi fratelli ha formato una band chiamata The Rack. Quando aveva 17 anni, entra a far parte della Scratch Band del Connecticut.
Ha suonato in molte band locali in Connecticut fino al 1980, quando ha iniziato a lavorare negli studi di New York. Mentre lavorava a Manhattan, entra a far parte di una band chiamata Tom Dickie and the Desires. La band era gestita dal produttore discografico Tommy Mottola che in quel periodo era produttore duo musicale statunitense Hall & Oates.
Impressionato dal lavoro di Curry, Mottola gli ha chiesto di registrare con Hall & Oates sul loro album Private Eyes. In quel periodo Curry conosce il produttore Bob Clearmountain. Ammirato dal talento che Curry ha espresso durante la riproduzione, Clearmountain gli ha chiesto di partecipare alla registrazione di un nuovo album che un promettente giovane rock canadese stava per registrare. Ecco come Curry e Bryan Adams si sono incontrati e registrato con il You Want It You Got It. 
Fino al periodo precedente alla COVID-19 (Marzo 2020), Curry è stato batterista ufficiale della band di Bryan Adams e, con il chitarrista Keith Scott, sono la mano destra del rocker canadese. A partire, però, dai nuovi concerti di Adams nell'autunno 2021, Curry è stato sostituito da Pat Steward che ormai rappresenta in pianta stabile il batterista della band. Curry, secondo quanto riferito dallo stesso Bryan, in concomitanza con la lunga fase della pandemia, avrebbe preferito dedicare più tempo alla famiglia.
Anche se ha continuato a suonare e in tournée per diversi anni con Bryan Adams, Curry ha anche trovato il tempo di registrare su una varietà di album di altri artisti e in tour con molti di loro. Nel 1987, è stato il batterista per il giovane Jude Cole per il suo album di debutto. Nel 1989, entra a far parte della hard rock band, The Cult, dove registra l'album Sonic Temple. Nel 1991 registra Hey Stoopid per Alice Cooper.
Dal 1987 al 1996 ha lavorato in Italia suonando la batteria nel brano strumentale Celeste 4, usato come sigla di sottofondo per l'annuncio notturno di Rete 4 prima di Cinzia Lenzi e poi di Emanuela Folliero.

## Carriera solista e altre iniziative
Curry con il chitarrista Keith Scott e Mark Holden (il membro fondatore della rock band canadese  Boulevard ) hanno creato una band chiamata The Fontanas. La band ha pubblicato un album omonimo genere musicale Surf rock.

## Discografia
Bryan Adams
- You Want It You Got It
- Cuts Like a Knife
- Reckless
- Into the Fire
- Waking Up the Neighbours
- 18 til I Die
- On a Day Like Today
- Room Service
- 11
- Tracks of My Years

Hall & Oates
- Private Eyes
- H2O
- Big Bam Boom

Alice Cooper
- Hey Stoopid

Debbie Harry
- Rockbird

The Cult
- Sonic Temple

Carly Simon
- Coming Around Again

Los Lobos
- By the Light of the Moon

Tina Turner
- Break Every Rule

T Bone Burnett
- The Talking Animals

Sam Phillips
- The Turning
- Cruel Inventions

Steve Winwood
- Back in the High Life

Elvis Costello
- Blue Chair

Richard Thompson
- Daring Adventures

Eric Martin
- I'm Only Fooling Myself

Mitch Malloy
- Mitch Malloy

Survivor
- Too Hot to Sleep

Tom Cochrane
- Mad Mad World

Bruce Cockburn
- Dart to the Heart

Mick Ronson
- Heaven and Hull

Colin James
- Bad Habits

Tom Waits
- Beautiful Maladies: The Island Years

## Strumentazione
Mickey Curry utilizza esclusivamente batterie Yamaha Drums.
Mickey Curry 2017 Set up:
- Yamaha Absolute in Silver Sparkle:
- 24"x18" Bass Drum
- 12"x8" Tom Tom
- 14"x14" Floor Tom
- 16"x 16" Floor Tom
- 14"x7"Snare(main)
- 14"x5.5" Snare (side)

## Vita privata
È sposato con Susan, una donna conosciuta quando frequentavano la scuola, vivono nel sud del Connecticut, dove entrambi sono nati e cresciuti.